# Roptrocerus ipius
Roptrocerus ipius är en stekelart som beskrevs av Yang 1996. Roptrocerus ipius ingår i släktet Roptrocerus och familjen puppglanssteklar. Inga underarter finns listade i Catalogue of Life.